# Даме Крапчев
Дамян (Даме) Крапчев – Стари е югославски партизанин и деец на НОВМ.

## Биография
Роден е в село Иваница през 1912 година. Учи в Юридическия факултет на Белградския университет. През 1939 година става член на ЮКП и е активен деец на Спортното дружество „Работнички“ в Скопие. Крапчев заедно с Орце Николов и Раде Йовчевски са основоположници на работническото и комунистическо движение в града. През август 1941 година се включва в диверсантската акция срещу рудникът Радуша, а от октомври същата година е политически комисар на Скопския народоосвободителен партизански отряд. На 29 октомври 1941 отряда се разформирова и той излиза в нелегалност. На 17 април 1942 година в подножието на Скопска Църна гора Даме Крапчев и Георги Саздовски формират Втория скопски партизански отряд от 20 души, но след 10 дни са заловени и осъдени от българския съд На процеса между 27 април и 9 май 1942 е осъден задочно на смърт. През първата половина на 1943 влиза в Скопско-косовския народоосвободителен партизански отряд, а от лятото на същата година е в Шарпланинския народоосвободителен партизански отряд. На 26 февруари 1944 влиза в рамките на трета македонска ударна бригада. Умира на 24 май 1944 година в сражение с български военни части и полиция.